# Осада Картахены (1873)
Осада Картахены (исп. Sitio de Cartagena) — военные действия между кантональными силами и правительственными войсками во время Кантонального восстания в Испании.
Картахена — важная военная крепость и одна из баз испанского флота — стала главным центром кантонального движения. Благодаря силе обороны его сопротивление продолжалось несколько месяцев, и поэтому он стал кантональным центром, просуществовавшим дольше всех во время восстания; в частности, до 12 января 1874 г., когда войска, защищавшие его, сдались, а многочисленные кантоналисты бежали морем. Его падение ознаменовало конец события, которое так глубоко потрясло Первую Испанскую республику за время ее недолгого существования.

## Предыстория
1 июля 1873 года «непримиримые» федеральные депутаты вышли из кортесов и сформировали в Мадриде Комитет общественного спасения, который призвал к восстанию. Оно началось 12 июля 1873 года в Картахене, распространившись в последующие дни по регионам Андалусии и Валенсии. На этих территориях были сформированы кантоны, что и дало название восстанию. Политической теорией, на которой основывалось кантональное движение, был пактистский федерализм Франсиско Пи-и-Маргаля, против правительства которого, как это ни парадоксально, восстали «непримиримые» федеральные республиканцы. Когда политика Пи-и-Маргаля по сочетанию убеждения и репрессий с целью положить конец восстанию потерпела неудачу, сменившее его правительство под председательством «умеренного» Николаса Сальмерона без колебаний задействовало армию во главе с генералами Арсенио Мартинесом Кампосом и Мануэлем Павия, которые подавили восстание почти во всех регионах. Следующее правительство также «умеренного» Эмилио Кастелара после приостановки заседаний кортесов продолжило осаду кантона Картахена, последнего оплота восстания.

## Осада
13 августа повстанцы в Картахене объявили осадное положение, началась мобилизация мужчин старше 16 лет. 15 августа генерал Кампос начал осаду Картахены.
14 августа правительственная эскадра контр-адмирала Мигеля Лобо в составе деревянного фрегата «Кармен», вооружённых пароходов «Ульоя», «Лепанто», «Колон» и «Сьюдад-де-Кадис» и шхуны «Просперидад» появилась перед Картахеной, чтобы блокировать её с моря. Береговые батареи повстанцев открыли огонь по эскадре, «Сьюдад-де-Кадис» получил пробоину в левом борту, у него была сбита мачта и разбито гребное колесо. После этого эскадре пришлось отойти от Картахены.
5 сентября президент Испании Николас Сальмерон ушёл в отставку, вместо него был избран Эмилио Кастелар. Он ввёл новый военный налог и начал призыв резервистов, доведя численность регулярной армии (не считая жандармов, полицейских и ополчения) до 200 000 человек.

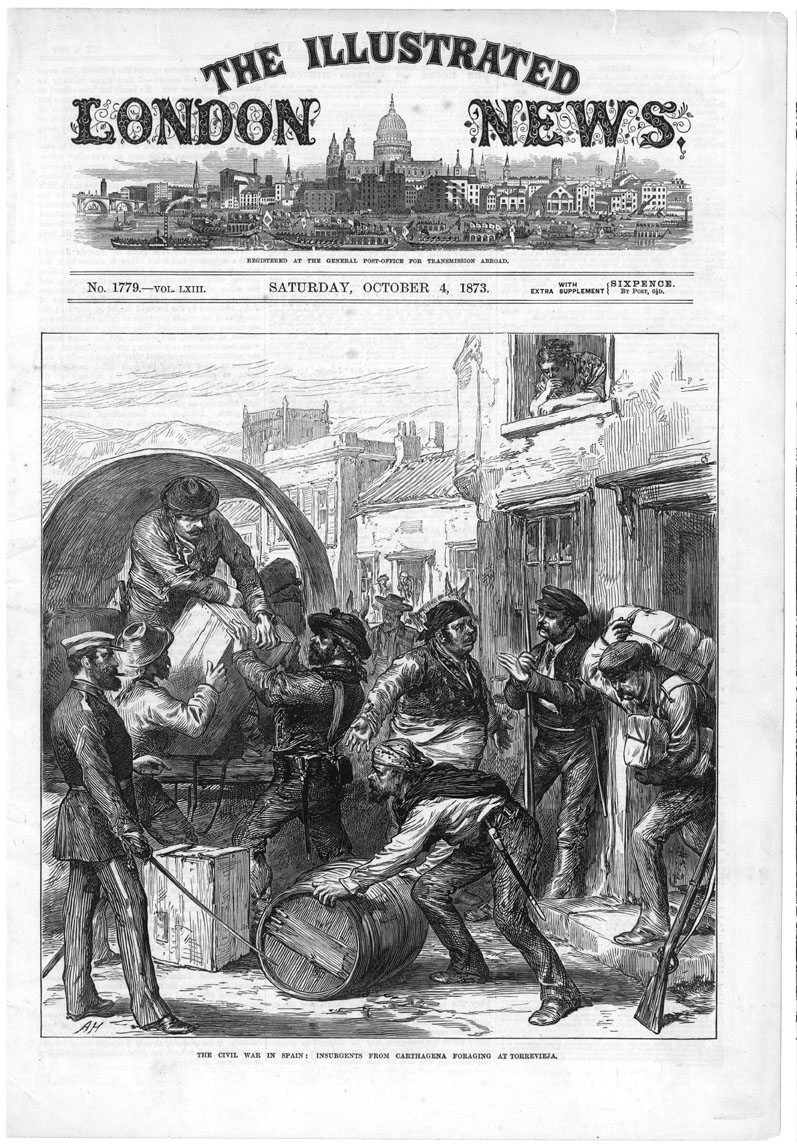
Картахенские повстанцы добывают продовольствие в Торревьехе.

11 сентября Гальвес на колёсном фрегате «Фернандо эль Католико» отправился в Торревьеху, разоружил там верное центральному правительству ополчение и конфисковал немало ценностей. 16 сентября эскадра повстанцев в составе броненосцев «Нумансия», «Мендес Нуньес» и колёсного фрегата «Фернандо эль Католико» высадила десант в Агиласе, где была захвачена фелюга с припасами, а в государственных учреждениях повстанцы захватили 20 000 песо.
19 сентября эскадра повстанцев прибыла к Аликанте и, угрожая бомбардировкой города, потребовала капитуляции местного правительственного гарнизона. Однако присутствие британских броненосцев «Свифтшур» и «Инвинсибл» вынудило повстанцев отказаться от бомбардировки города.
Генерал Кампос подал в отставку и 25 сентября был заменён генералом Франсиско де Кебалосом.
27 сентября корабли повстанцев вновь появились перед Аликанте, но были обстреляны береговыми батареями. Они вступили в перестрелку с батареями. На берегу было 9 солдат правительственных сил, 40 было ранено. На кораблях ущерб был незначительным, однако стало ясно, что высадить десант невозможно, и эскадра повстанцев вернулась в Картахену.
2 октября Антонио Гальвес на фрегате «Тетуан» и колёсном фрегате «Фернандо эль Католико» с 600 десантниками прибыл в Гарручу, где их встретили доброжелательно. Повстанцы разделились на два отряда и двинулись на Веру и Турре. Через несколько часов они вернулись на корабли, захватив 20 000 песо, а также большое количество продовольствия и скота.
Правительственная эскадра Лобо, включавшая возвращённые британцами броненосцы «Альманса» и «Витория» вышла из Гибралтара 5 октября и 9 октября вновь подошла к Картахене. Рано утром 11 октября ей навстречу вышла эскадра повстанцев под командованием генерала Контрераса. Произошёл бой, после которого у адмирала Лобо были серьёзно повреждены два корабля, а корабли повстанцев (один из них, «Мендес Нуньес», был также серьёзно повреждён) вернулись в Картахену.

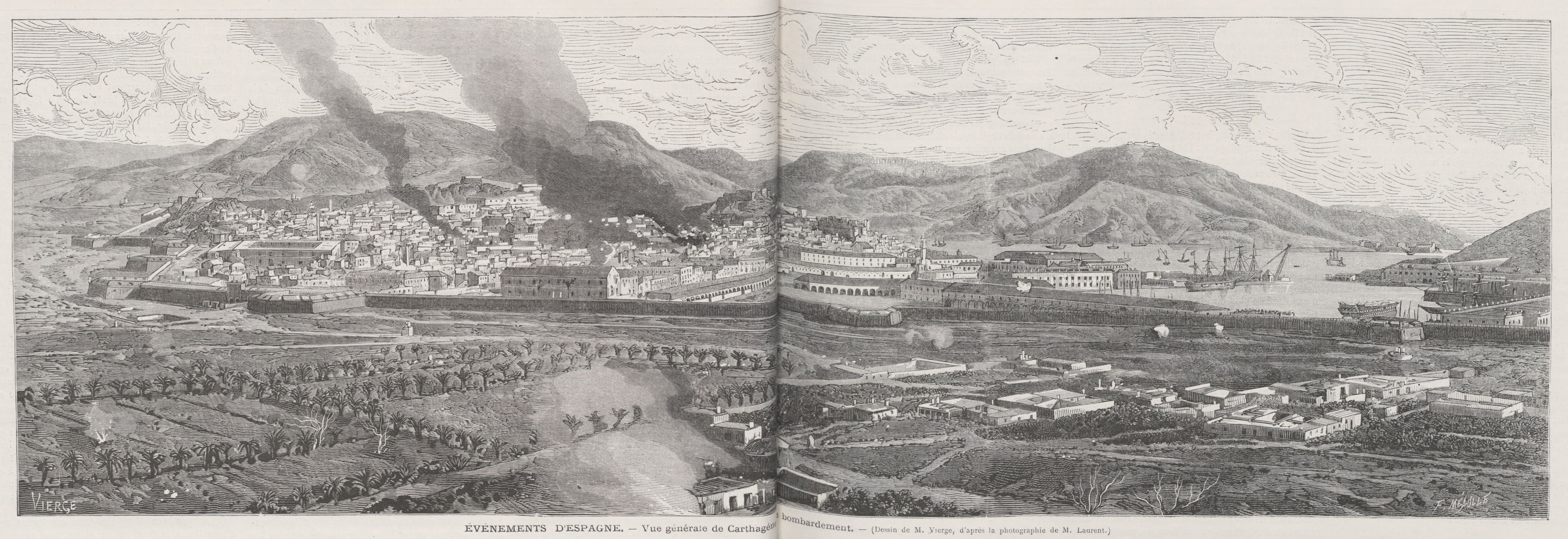
Бомбардировка Картахены

13 октября эскадра повстанцев вновь вышла в море, но на этот раз адмирал Лобо не принял боя и ушёл в Гибралтар.
16 октября колёсный фрегат повстанцев «Фернандо эль Католико» к востоку от Картахены захватил шхуну и пять небольших судов, доставлявших продовольствие осаждающим.

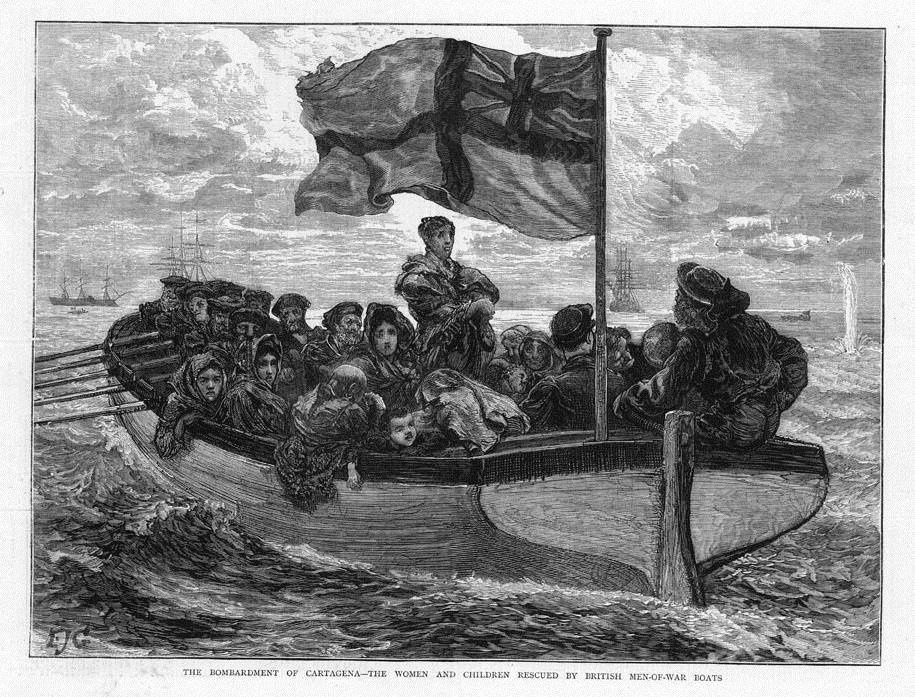
Британские моряки вывозят на шлюпках женщин и детей из Картахены.

17 октября эскадра повстанцев отправилась к Валенсии, чтобы вновь поднять там восстание. Но на рассвете 18 октября возле Аликанте «Нумансия» случайно протаранила «Фернандо эль Католико», и он быстро затонул, погибли 70 членов его экипажа. 19 октября «Нумансия», «Тетуан» и «Мендес Нуньес» прибыли на рейд Валенсии, где захватили деньги и продовольствие на стоявших там торговых судах. 21 октября эскадра повстанцев покинула рейд Валенсии и на следующий день вернулась в Картахену вместе с шестью захваченными судами.
23 октября к городу вернулась правительственная эскадра, теперь под командованием контр-адмирала Николаса Чикарро. Она включала два броненосца, три винтовых фрегата, колёсный фрегат и две посыльные шхуны, имея теперь превосходство над эскадрой повстанцев.
2 ноября в Картахене состоялась демонстрация с требованием провести выборы в городской совет и начать мирные переговоры с правительственными силами. Лидеры кантона согласились провести выборы, которые прошли 6-7 ноября, но практически не изменили состав совета.

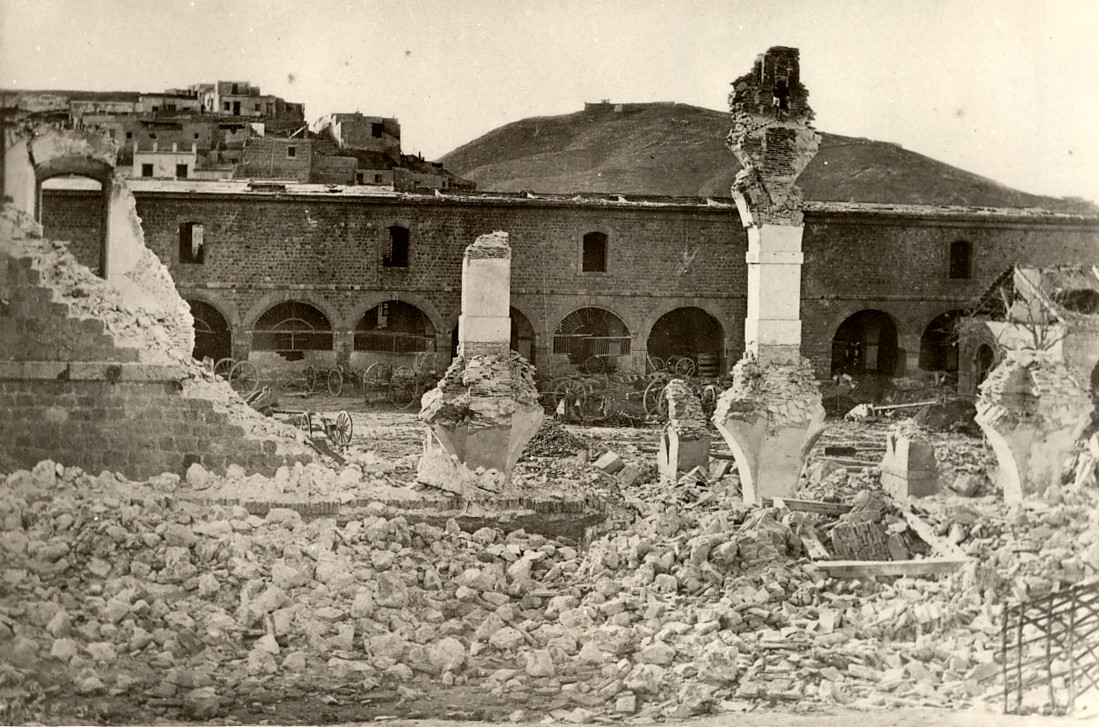
Разрушения после взрыва в артиллерийском парке Картахены 6 января 1874 года

26 ноября правительственные войска начали обстрел Картахены. 30 ноября в результате этой бомбардировки погибло 18 жителей (в основном женщин и детей), прятавшихся в старых морских казармах. За восемь недель обстрела было выпущено 27 189 снарядов, погибло и было ранено свыше 800 жителей. В Картахене было повреждено или полностью разрушено 70 % зданий, по другим данным, 327 зданий были полностью разрушены, около 1500 сильно повреждены (включая мэрию и собор), и только 27 зданий остались невредимыми. При посредничестве Красного Креста повстанцам удалось договориться об эвакуации части женщин и детей на британские и итальянские корабли.
10 декабря Кебалоса по главе правительственных войск сменил генерал Хосе Лопес Домингес. Правительственные войска имели около 8000 человек, а число повстанцев достигало 10 000 человек, но из этого количества значительную долю составляли плохо подготовленные ополченцы.
Вечером 30 декабря по неизвестной причине произошёл взрыв на повстанческом броненосце «Тетуан». После трёх часов пожара огонь начал подбираться к пороховым погребам, и корабль пришлось затопить. Затем правительственные войска захватили несколько прикрывавших Картахену артиллерийских батарей.
6 января по неизвестной причине взорвался пороховой склад артиллерийского парка Картахены. От взрыва погибло 400 человек, которые прятались под каменными сводами парка от бомбардировки.

## Капитуляция
В ночь с 8 на 9 января командование форта Атлая начало тайные переговоры с правительственными силами о капитуляции, 10 января форт был сдан.
11 января на общем собрании городского совета Картахены, командиров и солдат было принято решение капитулировать. Гальвес и Контрерас требовали продолжения сопротивления, но подчинились мнению большинства. 13 января Картахена капитулировала, но накануне Контрерас, Гальвес и около 1750 других участников восстания на броненосце «Нумансия» смогли покинуть город и на следующий день высадились в порту Орана во французском Алжире.
По условиям капитуляции те, кто сдал свое оружие, были «помилованы: как руководители, так и офицеры, чиновники и отдельные лица, добровольцы и мобилизованные, морские и сухопутные войска», за исключением тех, «которые есть или были частью Революционной хунты».
После упорной осады город был опустошен. Подсчитано, что после бомбардировки более 70% зданий города были разрушены или серьезно повреждены. По другим подсчетам, было полностью разрушено 327 зданий и серьезно повреждено около 1500, включая ратушу и собор, а во всем городе осталось нетронутым только 27 зданий.